# Den allersidste dans
"Den allersidste dans" er en dansk sang skrevet til filmen Mød mig på Cassiopeia fra 1951. Sangen har tekst af Børge Müller og musik af Kai Normann Andersen og blev i filmen fremført af Poul Reichhardt, suppleret med enkelte linjer af Bodil Kjer.

## Sangteksten
I den romantiske komedie har komponisten John Berger (Hans Kurt) problemer med at få skrevet nogle numre til en operette, der snart skal have premiere. I sin desperation ønsker han sig at få hjælp fra en muse, og musen Polyhymnia forbarmer sig over ham og kommer ned til jorden, hvor hun manifesterer sig i skikkelse at en ung, smuk kvinde (Bodil Kjer). Berger får hul på bylden, men for musen opstår der problemer, idet hun forelsker sig hovedkuls i en flyverløjtnant (Poul Reichhardt), som Bergers kone også har vist interesse for. Følelserne viser sig at være gengældt.
I scenen, hvor "Den allersidste dans" fremføres, mødes løjtnanten og musen i en balsal, der står øde hen efter en festlig aften, og musen foreslår en sidste dans, hvortil løjtnanten indvender, at der jo ikke er musik. Men Polyhymnia bruger sine overnaturlige evner og fremtryller musik med et usynligt orkester, hvorpå parret danser ud, imens de (primært han) synger sangen.
Sangen består af tre vers på hver fire linjer, hvoraf de to vers gentages før og efter det tredje vers. Det andet af de gentagne vers har desuden tilføjet en ekstra linje som afslutning: "Jeg har aldrig følt himlen så nær som nu." Sangteksten kredser om afsked, ikke blot den umiddelbare, der vil skille det forelskede par for denne aften, men også en mere permanent adskillelse, som i hvert fald Polyhymnia aner som uundgåelig på sigt.

## Melodi
Kai Normann Andersens melodi er en vals med en let melankolsk tone. De to gentagne vers har basalt set samme opbygning, idet melodien dog anden gang ender på en relativ høj tone, der holdes et øjeblik, inden melodien på den tilføjede ekstra linje bringes ned til grundtonen igen.
Andersens melodi er blevet fremhævet som et klassisk eksempel på god, dansk, populær filmsang,  "fordi de siger os noget, vi har brug for at høre. Og de siger det i et tonesprog og på et dansk, vi kan forstå."
Melodien til "Den allersidste dans" er en af de 12 Andersen-sange, der kom med i kulturkanonen.

## Andre versioner
"Den allersidste dans" er indspillet i flere andre udgaver. Kim Larsen & Belami udgav sangen på Kielgasten (1989), Søren Pilmark sang den i 2006 på albummet Danske Filmhits og  Liv Lykke på albummet Musikken er af Kai Normann Andersen (2007).
En liveoptagelse med video fra DR Koncerthuset den 6. november 2016 med DR Pigekoret dirigeret af Phillip Faber findes.
Liv Lykkes jazzet version fra 2007.